# Shemurat ‘Iyyé H̱of Dor Ma‘agan Mikha'el
Shemurat ‘Iyyé H̱of Dor Ma‘agan Mikha'el (hebreiska: Shemurat ‘Iyyé H̱of Dor, שמורת איי חוף דור, Shemurat ‘Iyyé H̱of Dor Ma‘agan Mikha’el, שמורת איי חוף דור מעגן מיכאל) är ett naturreservat i Israel.   Det ligger i distriktet Haifa, i den norra delen av landet.